# Tang Chia
Tang Chia (7 janvier 1937 - 23 juin 2025) est un chorégraphe d’arts martiaux spécialisé dans le maniement des armes blanches ayant participé à la réalisation de très nombreux (près de 200) films hongkongais dans les années 1960 à 1980, en particulier pour la Shaw Brothers. Il est considéré comme l’un des créateurs du « style Shaw » définissant l’esthétique martiale des films produits par le studio.

## Biographie
Né à Hong Kong dans une famille nombreuse, il devient rapidement l’élève de Simon yen (père de Yuen Woo-ping), dans la famille duquel il s’installe à l’age de 19 ans.
En 1963, il collabore pour la première fois avec Liu Chia-liang, avec lequel il va travailler sur de nombreuses productions par la suite, d'abord pour le cinéma en cantonais ; recrutés par la Shaw, ils vont notamment chorégraphier les combats de nombreux classiques de Chang Cheh. (Le Trio magnifique , Un seul bras les tua tous, Le Retour de l'hirondelle d'or , Le Bras de la Vengeance, Le Sabreur solitaire’’, Vengeance, Les Treize Fils du Dragon d’Or etc).   
Après le milieu des années 70 il continue à chorégraphier seul ou en binôme pour des films à succès (Le Sabre infernal, La Vengeance de l'aigle, The Deadly Breaking Sword etc), notamment ceux de Chu Yuan.
Il passe à la réalisation en 1982 avec Shaolin Prince mais subit alors le rapide déclin de la Shaw.
Il tient par ailleurs de nombreux rôles de figurant ou de cascadeur dans les films dont il assure la direction des combats.

## Filmographie partielle (direction des combats)
- 1966 : La Canonnière du Yang-Tse[5] (non crédité)
- 1966 : Le Trio magnifique (The Magnificent Trio)
- 1967 : The Trail of the Broken Blade
- 1967 : Un seul bras les tua tous (The One-Armed Swordsman)
- 1967 : The Assassin
- 1968 : Le Retour de l'hirondelle d'or (Golden Swallow)
- 1969 : The Singing Thief
- 1969 : Dead End
- 1969 : Le Sabreur solitaire
- 1970 : The Wandering Swordsman
- 1970 : Vengeance
- 1970 : Les Treize Fils du Dragon d’Or (The Heroic Ones)
- 1970 : The Singing Killer
- 1971 : King Eagle
- 1971 : La Rage du tigre (New One-Armed Swordsman)
- 1971 : Duel sauvage (The Duel)
- 1971 : The Anonymous Heroes (en)
- 1972 : La Légende du lac
- 1972 : Le Justicier de Shanghai
- 1972 : Les Maîtres de l'épée
- 1973 : Frères de sang
- 1973 : Le Pirate
- 1974 : Friends
- 1974 : La Légende des sept vampires d'or
- 1975 : Cleopatra Jones and the Casino of Gold

- 1976 : Le Sabre Infernal (The Magic Blade)
- 1977 : Le Tigre de Jade  (Jade Tiger')
- 1977 : Death Duel
- 1977 : Le Poignard volant  (The Sentimental Swordsman)
- 1977 : Le Complot des Clans  (Clans of Intrigue)
- 1978 : Swordsman and Enchantress
- 1978 : Heaven Sword and Dragon Sabre
- 1978 : Heaven Sword and Dragon Sabre 2
- 1979 : Full Moon Scimitar
- 1982 : Human Lanterns
- 1993 : Green Snake